# Joshua Dunkley-Smith
Joshua Dunkley-Smith (Melbourne, 28 giugno 1989) è un canottiere australiano, vincitore della medaglia d'argento a Londra 2012 e Rio de Janeiro 2016 nel 4 senza.

## Palmarès
- Giochi olimpici

Londra 2012: argento nel 4 senza.
Rio de Janeiro 2016: argento nel 4 senza.
- Campionati del mondo di canottaggio

Lago Karapiro 2010: bronzo nell'8.
Bled 2011: bronzo nel 4 senza.
Chungjiu 2013: argento nel 4 senza.
Amsterdam 2014: bronzo nel 4 senza.
Aiguebelette-le-Lac 2015: argento nel 4 senza.